# Матяш Микита Маркович
Мики́та Ма́ркович Ма́тяш (*16 квітня 1897, Новий Стародуб — †6 жовтня 1988) — Герой Соціалістичної Праці (1966).

## Біографічні відомомсті
Працював у колгоспі імені 40-річчя Жовтня Петрівського району. Вув знаменитим землеробом, керівником ланки кукурудзоводів. Розробив особливу технологію догляду за кукурудзою на всіх етапах її вирощування. Його ланка одержувала понад 100 ц/га кукурудзи.
Нагороджений орденами Леніна і Трудової Слави, золотою і срібною медалями ВДНГ. Ім'я занесено до Золотої книги кукурудзоводів.